# Voleibol de praia nos Jogos do Mediterrâneo de Praia de 2023
O Voleibol de praia nos Jogos do Mediterrâneo de Praia de 2023 foi a 3ª edição do torneio disputado no Karteros Beach Center em Heraclião, Grécia entre 13 e 16 de setembro de 2023

## Medalhistas
| Evento    | Ouro                                    | Prata                                           | Bronze                                     |
| Masculino | França · Quincy Ayé · Calvin Ayé        | Itália · Davide Benzi · Carlo Bonifazi          | Portugal · João Pedrosa · Hugo Campos      |
| Feminino  | Itália · Reka Orsi Toth · Giada Bianchi | Itália · Margherita Bianchin · Claudia Scampoli | França · Clémence Vieira · Aline Chamereau |

## Quadro de Medalhas
| Posição | País    |   |   |   | Total |
| ------- | ------- | - | - | - | ----- |
| 1       | Itália  | 1 | 2 | 0 | 3     |
| 2       | França  | 1 | 0 | 1 | 2     |
| 3       | Espanha | 0 | 0 | 1 | 1     |